# Fidai Mahaz
Frente Sacrifício, mais comumente conhecida como Fidai Mahaz, é um grupo dissidente Talibã e uma facção na Guerra do Afeganistão. É liderada por Mulá Najibullah, também conhecido como Omar Khitab, um ex-comandante talibã. 

## História

### Fundação
Fidai Mahaz foi formada por ex-membros do Talibã e ex-membros da Frente Mulá Dadullah.  Tornaram-se desiludidos com a liderança do Talibã sob o Mulá Akhtar Mansoor sobre negociações de paz com o governo de Cabul, abrindo um escritório político no Qatar e se aproximando do apoio do Irã. 
O líder do grupo, Mulá Najibullah, afirmou que os objetivos do grupo eram simples: cancelar o processo de paz entre os rebeldes e o governo afegão, e continuar a lutar contra o governo em Cabul e as forças da OTAN até que deixem o Afeganistão.

### Guerra no Afeganistão
Fontes de dentro da inteligência afegã e  figuras do Talibã declararam que a Fidai Mahaz esteve por trás do ataque suicida falhado ao consulado indiano na cidade de Jalalabad, no início de 2013.
Em 11 de março de 2014, a Fidai Mahaz reivindicou a responsabilidade pelo assassinato do repórter britânico-sueco Nils Horner. O porta-voz do grupo, Qari Hamza, o acusou de ser "um espião do MI6" em uma declaração em língua inglesa

## Morte de Mulá Omar
Fidai Mahaz alegou que o fundador e ex-líder do Talibã, Mulá Mohammed Omar não morreu de causas naturais, mas, em vez disso, foi assassinado em um golpe liderado pelo Mulá Akhtar Mansour e Mulá Gul Agha. O comandante talibã Mulá Mansoor Dadullah, irmão do ex-comandante sênior Mulá Dadullah, também afirmou que Omar tinha sido assassinado.  Mulá Najibullah, alegou que, devido à doença renal de Omar, ele precisava de medicação. De acordo com Najibullah, Mansour envenenou o medicamento, danificando o fígado de Omar e tornando-o mais debilitado. Quando Omar convocou Mansour e outros membros do círculo íntimo de Omar para ouvir a sua vontade, eles descobriram que Mansour não iria para assumir a liderança do Talibã, por que Mansour supostamente orquestrava "negócios desonrosos". Quando Mansour pressionou Omar para nomeá-lo como seu sucessor, Omar recusou. Mansour, em seguida, atirou em Omar e o matou. Najibullah afirmou que Omar morreu em um esconderijo no sul do Afeganistão, na província de Zabul, na tarde de 23 de abril de 2013. 